# Ramona Rovira Garriga
Ramona Rovira Garriga (La Fuliola, 23 d'agost de 1902 - Barcelona 5 de febrer de 1964) va ser artista de cuplet al Paral·lel, una de les primeres figures de la seva època, i coneguda també arreu amb el nom de "Ramoncita Rovira". Va estrenar alguns dels temes més cèlebres de Joan Viladomat.
Filla de Ramon Rovira i Paula Garriga. Ramona va anar a servir a Barcelona com les seves germanes i és on va conèixer el compositor i pianista Joan Viladomat, que li va donar classes de cant; als dinou anys va debutar com a cupletista, sovint acompanyada pel seu germà, que també havia estudiat cant. Anys després també va estudiar amb el mestre Vicenç Martin Quirós. El 1922 va publicar el primer disc, que incloïa els èxits La muller d'en Manelic i La filla del pescador, i l'1 de febrer de 1924 va actuar per primer cop al teatre Maravillas de Madrid amb el nom artístic de Ramoncita Rovira. El 1922 Joan Viladomat va compondre un tango amb lletra de Fèlix Garzo anomenat Fumando Espero que ella va enregistrar en un disc per primera vegada el 1924. Félix Garzo va compondre aquesta lletra per a ser entonada per un cor de fumadores que ballaven tango apache en una revista que es va estrenar el 10 de desembre de 1923 al Teatre Victòria. La música, composta per Joan Viladomat, en principi no va tenir cap èxit; tanmateix Ramoncita va cantar aquesta peça a l'Edèn Concert i, a poc a poc, la va anar imposant. Dos anys després, Pilar Arcos la cantaria a Nova York. L'èxit de la seva versió va fer que Fumando espero arribés a Argentina, on la popularitzarien els enregistraments de Rosita Quiroga i Ignacio Corsini (1927). Ramoncita seguia l'estil de la chanson realiste, que van portar de Marsella Nitta Jo, Andrée Turcy, i Yvonne George, artistes que actuaven a l'Edèn Concert, a Eldorado i a La Buena Sombra i dels quals en va poder treure ensenyaments. El 1925 va reeditar els èxits madrilenys amb actuacions en els teatres Romea i Maravillas mentre que la revista Fantasio li dedicava una portada. El 1927 va gravar El tango de la cocaina, de la revista musical homònima signada per Amichatis, Gerardo Alcázar i Viladomat. que li donà molta fama. El 27 de novembre de 1929 intervingué en l'homenatge a Antonio i Manuel Machado per la representació número cent de La Lola se va a los Puertos. El 1930 es va casar amb Miquel Farré, que tenia dos fills d'un matrimoni anterior. A partir de llavors, només consten algunes actuacions esporàdiques a Barcelona. Entre altres, a finals d'agost de 1936 al Circo Barcelonés, el dia de Nadal d'aquest mateix any al Teatre Coliseum, al març de 1937 al Teatre Tívoli i, acabada la guerra, l'1 d'abril de 1944, al Circo Roxy.
Ramona va ser abandonada pel seu marit i es va quedar amb els dos fills d'ell. Va anar a viure a casa de la seva germana Carme, a l'avinguda de Sant Antoni Maria Claret, i amb el seu cunyat i representant, Joan Canela.
Va morir a Barcelona el 5 de febrer de 1964.
A finals de 2014 la companyia Teatre de Butxaca i la productora musical La Gata Roja van muntar un espectacle musical, La maleta de la cupletista, que preniat com a referència la vida i obra de la cupletista de la Fuliola, tot i que presentava amb llibertat creativa una falsa biografia de Ramoncita Rovira i Rossend Llurba.                                                                         

## Discografia
1922
- Gramófono AE 147: La muller d'en Manelic-La filla del pescador (Albiesa i Pérez Martínez)

1923
- Gramófono AE 198: Murmurar (D. Villán i Pérez Martínez),-Todas, todas… (Puche y Quirós),
- Gramofono AE 199: Del Japón (Tirso i Berdiel)-La del Soto (Llurba, Casáis i Pérez Martínez).
- Gramófono AE 863: Mirando sus ojos (Villán,Guitart i Butet)-Veneciana (Osés iParera).
- Gramófono AE 864: L'anel de nuvia (Misterio i Borrull) couplet catalán. Ay Fen'u (Misterio i Burrull),
- Gramófono AE 877: La mare (Sugrañes i P. Requena), couplet catalán-Filomena (Sugrañes i P. Requena),

1924
- Gramófono AE 1128: Quiéreme (D. Villán i Demón)-Aben Hamar (Pol, Bachonta i Demón).
- Gramófono AE 1133: La tarde del Corpus (Fidel Prado iBertrán Reyna)-Siempre mío (Pol, Alcázar i Demón).
- Gramófono AE 1134: El pampero (Tecglen i Lucarelli)-Pobre Fifí (Pérez Capó y Burrull).
- Gramófono AE 1167: Nuestras miradas (Villán y Quirós)-Soy la juventud o Risa loca (Puche y Quirós).
- Gramófono AE 1244: Lady Ana (Jofre-Mató i Burrull)-Muñecas (Millán y Requena).
- Gramófono AE 1245: Vuelve a cantar (Villán i V. Quirós)-La inspiración (Romaní i V. Quirós).
- Gramófono AE 1255: Fumando espero (Garzo-Viladomat)-Una mujer (D. Pol-Viladomat-Tragán).
- Gramófono AE 1256: La hija del fakir (Jofre-Matói Burrull)-Corazón de mujer (Romaní i Camprubí).
- Gramófono AE 1271: El castell feudal (Noel y Quirós)-La sardana del'amor (Llovet-Villán y Burrull).
- Gramófono AE 1292: El meu pardal (Noel y Requena)-Tuu, tu… tuuu (Pol y Burrull).
- Autógrafo en La danza y el couplet

1925
- Victor Bs-1544/6: Lady Ana-Muncas
- Victor Bs-1547/8: Vuelve a cantar (Villán y V. Quirós)-La inspiración (Romaní-V. Quirós).
- Gramófono AE 1366: La feúcha (Puche y Pérez Martínez)-El tango de los locos (Puche, Valverde y M. París).
- Gramófono AE 1367: Perla de Ceilán (Romaní y Camprubí)-Te quiero (Romaní y Camprubí).
- Gramófono AE 1373: La viudita alegre (Pérez Capo y Burrull)-Déjame quererte (Monterilla y Lloret).

1926
- La voz de su amo AE 1413: La loba del arrabal (Graciani y Quirós)-Por algo será (Graciani y Quirós)
- La voz de su amo AE 1472: La danga de la térra (Pol, Pastallé y Donavilla)-La tornada (Francés y Donato Vidal).
- La Voz de su amo AE ¿1585?: La mare cantora (Bou, Perearñau y Viladomat). Sardana-No hi ha dret (Noel y Lito).
- Gramófono AE 1613: El primer tango (Salvatella-Lorca-Viladomat)-La cieguita (Kepler Lais y Ramuncho).

1927
- Gramófono AE 1776: (Flors de maig-J. C. Aubiá-Quirós)-La puntaire (Campmany-Viladomat).
- Gramófono AE 1804: El tango de la cocaína (Amichatis-Alcázar-Viladomat)-La reina del cabaret (Aubiá-Quirós)
- Gramófono AE 1808: Valencia es así (Cea-Quirós)-Deseando (Puche-Quirós).
- Gramófono AE 1829: ¡Oh, la juventud! (G. de Cea y Quirós)-Mocica (Puche y Quirós).
- Gramófono AE 1854: Por ti (Noi-Viladomat)-Cielo pampero (Alcázar-Viladomat)
- Gramófono AE 1874: Una de tantas (Pedro Luis de Gálvez-C. Marginet-Quirós)-Oh… los hombres (C. de Cea-Quirós).
- Gramófono AE 1903: Canción de Margot (Alcázar y Viladomat)-Las vocales (G. de Cea y Quirós).